# Operazione Mare nostrum

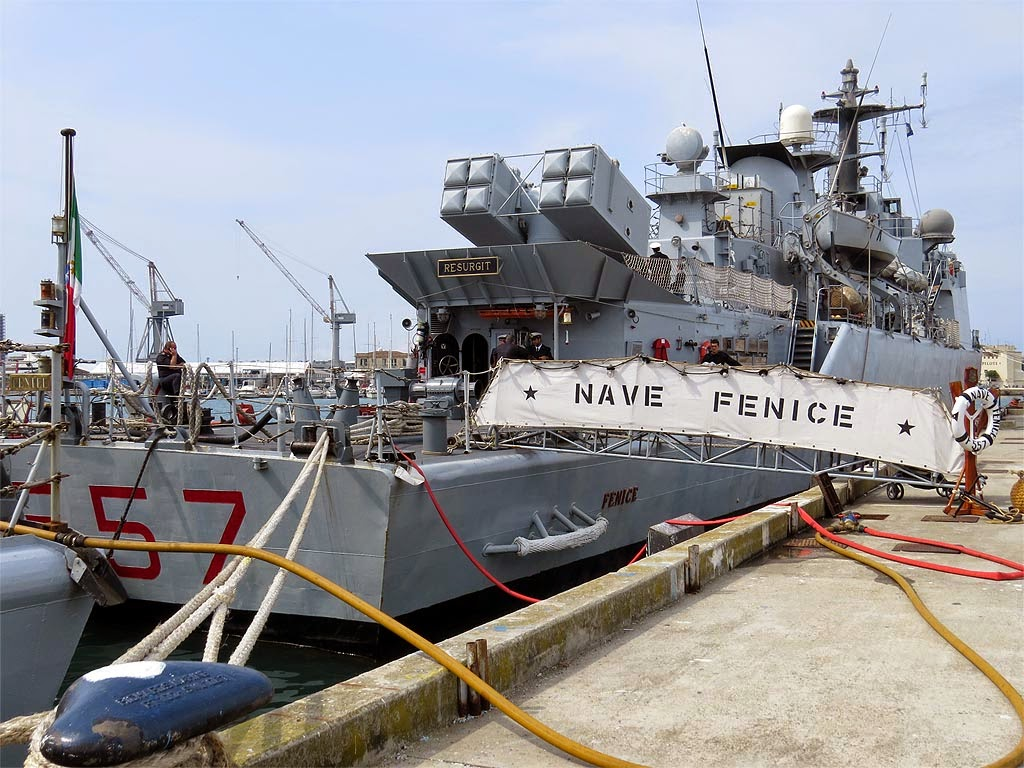
Fenice (F 557) è una delle otto corvette della classe Minerva con il ruolo di sorveglianza della pesca; dal novembre 2013 ha partecipato all'operazione Mare Nostrum salvando le imbarcazioni di immigrati clandestini provenienti dal Nord Africa

L'operazione Mare nostrum è stata una vasta missione di salvataggio in mare dei migranti che cercavano di attraversare il Canale di Sicilia dalle coste libiche al territorio italiano e maltese, attuata dal 18 ottobre 2013 al 31 ottobre 2014 dalle forze della Marina Militare e dell'Aeronautica Militare italiane.

## Storia diMare nostrum
Il 3 ottobre 2013, a poche miglia del porto di Lampedusa, c'è stato il naufragio di un'imbarcazione libica usata per il trasporto di migranti, noto come "tragedia di Lampedusa". L'affondamento ha provocato: 368 morti accertati e circa 20 dispersi presunti; i superstiti salvati sono stati 155, di cui 41 minori. In seguito al naufragio di Lampedusa, il governo italiano, guidato dal presidente del consiglio Enrico Letta, decise di rafforzare il dispositivo nazionale per il pattugliamento del Canale di Sicilia autorizzando l'operazione Mare nostrum, una missione militare e umanitaria la cui finalità era di prestare soccorso ai migranti, prima che potessero ripetersi altri tragici eventi nel Mediterraneo.
Il dispiegamento di forze comprendeva, tra gli elicotteri, l'HH-139 SAR del 15º Stormo, rischierato a Trapani, per la ricerca e soccorso; aerei da ricognizione Piaggio P-180 ed un aeromobile Breguet Atlantic del 41º Stormo di Sigonella. Completavano lo schieramento aereo i droni Predator B, i quali disponendo di una autonomia di 27 ore, potevano acquisire immagini dai porti da cui salpano i barconi, consentendo alle unità di superficie di intercettarli appena fuori dalle acque territoriali dai quali sono partiti. La formazione navale era composta da cinque unità d'altura; una nave anfibia, la San Marco, due pattugliatori delle classi Costellazioni e Comandanti e due fregate classe Maestrale. Era possibile che potessero fungere da scorta alle altre navi, ma probabilmente hanno operato in ambiti tattici più complessi congiuntamente con le altre marine dell'Africa Mediterranea, in particolare quella libica, in azioni militari contro trafficanti non solo di uomini, ma anche di armi.
I migranti provenivano da due zone: la Libia (alcune ore di attraversata) o dall'Egitto (8 giorni di attraversata), usavano gommoni, barconi e pescherecci. L'unico Stato che con l'Italia ha contribuito all'operazione fu la Slovenia. Pur avendo solo 44 km di mare la Slovenia ha mandato la nave Triglav, alla quale tuttavia fu assegnata una zona più vicina alla costa data la grandezza della nave. A partire dal 1º novembre 2014, l'operazione Mare nostrum è stata sostituita dall'operazione Triton di Frontex: il programma, a guida UE, punta al controllo delle frontiere.